# 楊發和
楊發和（？—？），中國清朝官員，漢軍鑲黃旗人，举人出身。
曾任霞浦县、永安县知县，嘉慶六年（1801年），楊發和接替翟灝擔任台灣府嘉義縣知縣。掌管今嘉義縣、嘉義市、雲林縣一帶政事。